# A bankrabló (Odaát)
A bankrabló (Nightshifter) az Odaát című televíziós sorozat második évadjának tizenkettedik epizódja.

## Cselekmény
A fivérek ezúttal egy városban történő sorozatos bankrablások után nyomoznak.
Dean és Sam FBI-ügynöknek kiadva magukat, beszélnek az egyik kirabolt bank volt biztonsági őrével, egy Ronald Resnick nevű férfival -aki jelen volt az egyik rablásnál, amit munkatársa követett el-, aki meglepő elmélettel áll elő: a rablásokat egy alakváltoztató droid követi el, akinek szeme világít a kamerában, ezt pedig egy biztonsági felvétel másolata bizonyítja. 
A fivérek lefoglalják a felvételt, és megnyugtatják Ronaldot, hogy nem egy robot áll a háttérben, viszont ők tudják, hogy a valódi tettes egy alakváltó. Dean később összeveti a város alatti csatorna-hálózatot és a bankok kirablási sorrendjét, így rájön, hogy hol fog legközelebb lecsapni a lény.
Így este karbantartóként meglátogatják az intézményt és ki is szúrják a szörnyeteget, ám váratlanul gépfegyverrel a kezében megjelenik Ronald, és elfoglalja a bankot. Dean meggyőzi a férfit, hogy vigye magával őt túsznak, a többieket pedig zárja be a páncélterembe, majd közli vele, hogy félig-meddig igaza volt a droid-történetet illetően.
A két férfi körülnéz az irodákban, így rájönnek, hogy az alakváltó újabb testet öltött. Az épület előtti utcákat időközben rendőrök és kommandósok tucatjai özönlik el, és lekapcsolják odabenn az áramot. 
Kiderül, hogy az alakváltó a páncélteremben van a többi tússzal együtt, csakhogy mikor megpróbálják elfogni, az elmenekül. A zűrzavar közepette Ron véletlenül az egyik ablak elé téved, így egy mesterlövész lelövi. Ronald meghal.
Dean kénytelen az épület elé vinni a biztonsági őrt, mivel arra szívroham jön, ám így az odakinn lévők rájönnek, hogy ő is a bankban van (Deant egy St. Louisban történt gyilkosság miatt körözik -amit valójában egy alakváltó követett el).
A helyszínre egy FBI-ügynök, Victor Henriksen érkezik, aki állítása szerint már hónapok óta a Winchester fivérek nyomában van. A férfi parancsot ad a kommandósoknak az épület lerohanására, így azok behatolnak.
Dean és Sam bújkálni kényszerül, ám végül rájönnek, hogy az alakváltó egy fiatal nő testében van, ám mikor végezni akarnak vele, elájul. Kiderül, hogy valójában nem ő, hanem állítólagos holtteste a valódi szörnyeteg, ám az felülkerekedik a fivéreken, végül azonban sikerül megölni. 
Az épületet elfoglalják a kommandósok, majd Henriksen is megjelenik, ám egyik embere rossz hírt közöl vele: Winchesterék leütöttek két rohamosztagost, és ruhájukban sikerült megszökniük…

## Természetfeletti lények

### Alakváltó
Az alakváltó egy félig ember, félig állatszerű teremtmény, mely képes állati, de legfőképpen emberi testet változtatni, pontosan felvenni az adott személy külsejét, beszédstílusát és mozdulatait. 
Csatornákban él, ahol általában átalakul, és ide hozza le áldozatait, melyeken napokig is elél. Kinézete hasonlít a mitológiabeli farkasemberéhez, mely valójában eme teremtményen alapszik, szeme a kamerában pedig ismeretlen okból világít.
Az alakváltó először felveszi áldozata külsejét, majd megöli azt. Ez a fajta teremtmény valószínűleg egykor emberi lényként született, ám az evolúció során megtanulta külsejét változtatni.

## Időpontok és helyszínek
- 2006. szeptember 10. – Milwaukee, Wisconsin; Wisconsin City Bank

## Zenék
- Styx – Renegade